# Az-Zubair ibn al-ʿAuwām
Az-Zubair ibn al-ʿAuwām (arabisch الزبير بن العوام * um 597 in Mekka; † Dezember 656 bei Basra) war einer der bekanntesten Gefährten des Propheten Mohammed. Er gehörte zu den ersten Männern, die zum Islam übertraten. Az-Zubair war einer jener Zehn, denen Mohammed das Paradies versprochen hatte (al-'aschara al-mubaschara). Mit vollständigen Namen hieß er az-Zubair b. al-'Awwam b. Chuwailid b. Asad b. 'Abd al-'Uzza b. Qusai. Seine Kunya lautete Abu Abd Allah. Bekannt ist er ebenfalls unter seinem Beinamen „der Apostel“ (al-Hawari).

## Familie
Az-Zubair gehörte zu dem koreischitischen Clan der Banu Asad. Die Mutter az-Zubairs war Saffiyya, eine Tochter Abd al-Muttalibs und eine Tante des Propheten Mohammed. Sein Vater starb früh und az-Zubair wuchs in der Obhut seines Onkels Naufal b. Chuwailid auf. Az-Zubair war mütterlicherseits ein Cousin des Propheten und väterlicherseits ein Neffe seiner ersten Frau Chadidscha. Eine der Ehefrauen az-Zubairs, Asma, war die Tochter Abu Bakrs und die Halbschwester der Lieblingsfrau des Propheten, Aischa. Az-Zubair hatte mindestens zehn Söhne und mehrere Töchter. Seine bekanntesten Söhne waren Mus'ab, Urwa, Abd Allah und Hamza. Sein Sohn Abd Allah herrschte von 682 bis 692 als anti-umayyadischer Gegenkalif in Mekka. Urwa wurde aufgrund der vielfältigen Verwandtschaftslinien zum Propheten ein „bedeutender Erzähler und Überlieferer“ islamischer Traditionen.

## Leben
Az-Zubair konvertierte im Alter von 12 oder – nach Überlieferung seines Sohnes Urwa – im Alter von 16 Jahren zum Islam und gehörte nach der Überlieferung zu den ersten fünf Männern, die von Abu Bakr für den Islam gewonnen wurden. Az-Zubair nahm an der Hidschra nach Abessinien und nach Medina teil. Er beteiligte sich an nahezu allen bedeutenden Schlachten und Feldzügen des frühen Islam und erwarb sich einen Ruf als tapferer Kämpfer. Sein Beiname „der Apostel“ erhielt er für seine Verdienste um die Ausspionierung der Banu Quraiza, als er sich in die Nähe ihrer Wohntürme schlich und dort Kriegsvorbereitungen beobachtet haben soll. Mohammed sagte in dem Zusammenhang: „Jeder Prophet hat seinen Apostel und mein Apostel ist az-Zubair.“ Nach dem Sieg über die Banu Quraiza leitete az-Zubair gemeinsam mit Ali ibn Abi Talib die gruppenweise Enthauptung der Männer der Banu Quraiza. Az-Zubair war es auch, der bei den Auseinandersetzungen mit dem vertriebenen jüdischen Nadir-Clan, von Mohammed den Auftrag erhielt, einen gewissen Kinana zu foltern, um ihm Informationen über den Verbleib des Schatzes der Nadir abzupressen. Az-Zubair entzündete zu diesem Zweck ein Feuer auf der Brust Kinanas, konnte aber nichts Nützliches in Erfahrung bringen. Woraufhin der Prophet die Enthauptung Kinanas befahl.
Az-Zubair erwarb in der Gefolgschaft des Propheten großen Reichtum und besaß ausgedehnte Anwesen in der Umgebung von Medina, Kufa, Basra und Fustat. Er besaß unzählige Sklaven und hinterließ 40 Millionen Dirham. Nach dem Tode Mohammeds nahm er an verschiedenen Schlachten Teil und nahm verschiedentlich Einfluss auf die Kalifenwahl. Nach der Ermordung des Kalifen Umar zählte er selbst zu den Anwärtern auf das Kalifatsamt. Nach Auskunft von Na'ila, der Ehefrau des Kalifen Uthman ibn 'Affan, war az-Zubair in einem Mordkomplott gegen Uthman verwickelt. Aufgrund seiner späteren Gegnerschaft zu Ali zeichnet die schiitische Überlieferung ein negatives Bild von ihm. Er fiel im Alter von 54 bis 64 Jahren unmittelbar nach der Kamelschlacht, als er trotz seines Treueschwurs auf den Kalifen Ali, auf der Seite Aischas gegen ihn kämpfte. Vermutlich wurde er auf dem Rückweg zum Hedschas getötet und im Wadi al-Siba in der Nähe Basras begraben.